# Indianapolis Colts
Indianapolis Colts je profesionální klub amerického fotbalu se sídlem v Indianapolisu v USA. Od roku 2002 je členem South Division (Jižní divize) American Football Conference (AFC, Americké fotbalové konference) National Football League (NFL, Národní fotbalové ligy). Klub byl oficiálně založen v Baltimoru v roce 1953, ale jeho původ můžeme vystopovat až k týmu Dayton Triangles, zakládajícímu členu NFL, který byl vytvořen již v roce 1913. Po sérii změn se ujal název Baltimore Colts, který nahradil tým stejného jména, který skončil v roce 1950. Colts, hrající na baltimorském Memorial Stadium, se stali prvním týmem NFL, který představil roztleskávačky (cheerleaders). Klub se pak v roce 1984 přestěhoval do Indianapolisu; nejprve hrál v Hoosier Dome, který byl roku 1994 přejmenován na RCA Dome, a následně se v roce 2008 přestěhoval do Lucas Oil Stadium.
Během působení v Baltimoru vyhráli Colts čtyři tituly NFL: tři šampionáty v letech 1958, 1959 a 1968 (v tomto roce následně podlehli v Super Bowlu New York Jets), a Super Bowl v roce 1970. Po přestěhování do Indianapolisu zvítězili v Super Bowlu XLI nad Chicagem Bears a prohráli v Super Bowlu XLIV s New Orleans Saints.
Největší úspěchy Colts od přesunu do Indianapolisu v roce 1984 se pojili s quarterbackem Peytonem Manningem, který dostal tým do playoff devětkrát za sebou, čímž vyrovnal rekord NFL. Po Manningově odchodu v roce 2012 přebírá roli lídra týmu quarterback Andrew Luck draftovaný ze Stanfordovy univerzity.

## Historie Colts

### Historie licence
Klub byl oficiálně založen v roce 1953, ale jeho původ sahá do doby před vznikem NFL; jeho nejvzdálenějšími předchůdci byli Dayton Triangles založení v roce 1913.
Tento tým prošel následujícími změnami:
- Dayton Triangles přesídlili do Brooklynu v roce 1929 a přejmenovali se na Brooklyn Dodgers.
- Brooklyn Dodgers změnili název na Brooklyn Tigers v roce 1944. Ve stejném roce vznikli Boston Yanks.
- Brooklyn Tigers a Boston Yanks se během druhé světové války dočasně sloučili pod Yanks.
- Brooklyn Tigers jsou jako samostatný tým zrušeni vedením ligy na konci sezóny 1945. Původně dočasné spojení Tigers s Yanks se stalo trvalým. Bývalý majitel Tigers zakládá nový tým New York Yankees v konkurenční soutěži All-America Football Conference (AAFC).
- V roce 1947 byli Miami Seahawks z AAFC prodáni, přestěhovali se do Baltimoru a změnili název na Baltimore Colts. Tato verze Colts vyznávala zelenou a stříbrnou barvu a v roce 1950 vstoupili NFL, ale na konci sezóny se vzdali práva na hraní soutěže.
- Boston Yanks se v roce 1949 přestěhovali do New Yorku a stali se z nich New York Yanks. Následující rok pohltili velkou část klubu New York Yankees z AAFC.
- New York Yanks se v roce 1952 přestěhovali do Dallasu a přejmenovali se na Dallas Texans.
- Kvůli malému diváckému zájmu se v polovině sezóny Texans stali týmem „na cestách“ a krátce poté byl klub rozpuštěn.
- Dallas Texans byli reorganizováni a 23. ledna 1953 se přestěhovali do Baltimoru. Znovu přijali jméno Baltimore Colts, ale nechali si barvy Texans, modrou a bílou.

### Baltimore Colts v AAFC
28. prosince 1946 byli bankrotující Miami Seahawks z AAFC prodáni do Baltimoru skupině vedené Bobem Rodenbergem. Výsledkem soutěže o název klubu, kterou vyhrál Charles Evans z Middle River, byl tým pojmenován Colts (česky Hříbata). 7. září 1947 v zelených a stříbrných uniformách pod vedením hlavního trenéra Cecila Isbella vyhráli Colts svůj první zápas v AAFC v poměru 16:7 nad Brooklyn Dodgers. Tým ukončil inaugurační sezónu před rekordní baltimorskou návštěvou 51 583 diváků porážkou 7:21 od New York Yankees. Colts skončili ročník s poměrem 2–1–11 na dobrém čtvrtém místě ve Východní divizi. Sezónu 1948 zakončili s bilancí 7–8, když vzhledem ke stejnému poměru vítězství a porážek museli sehrát rozhodující zápas na hřišti Buffala Bills, který prohráli 17:28. V roce 1949 si připsali jediné vítězství ve dvanácti zápasech.
AAFC a NFL se v roce 1950 sloučili, a Colts se připojili k NFL. Nicméně bilance 1–11 dva roky po sobě a špatná finanční situace vedla 18. ledna 1951 k odebrání licence. Mnoho baltimorských fanoušků protestovalo proti ztrátě svého týmu a pokračovalo v podpoře pochodového orchestru (druhý v profesionálním fotbalu po Washingtonu Redskins) a fanklubu, které zůstaly aktivní a pracovaly na oživení týmu.

### Dallas Texans v NFL
Po dvou sezónách bez profesionálního fotbalu vyzval komisař NFL Bert Bell v prosinci 1952 baltimorské fanoušky k nákupu 15 000 sezónních permanentek během šesti týdnů, aby se zde mohla znovu hrát NFL. Požadované kvóty bylo dosaženo za čtyři týdny a tři dny. 23. ledna 1953 se zásluhou hlavního vlastníka Carrolla Rosenblooma klub NFL Dallas Texans přestěhoval do Baltimoru. Tým si ponechal původní název Colts, od Texans převzal modrou a bílou baru. Tato licence dnes existuje v Indianapolisu.
Texans měli dlouhou a komplikovanou historii; začínali jako Boston Yanks v roce 1944, poté se v roce 1945 sloučili s Brooklyn Tigers (dříve známí jako Dayton Triangles), aby se v roce 1949 přestěhovali do New Yorku jako Bulldogs. O rok později se přejmenovali na Yanks a mnoho hráčů z New York Yankees (AAFC) posílilo jejich řady. Po sezóně 1951 se Yanks stěhují do Dallasu, ačkoliv poslední dva domácí zápasy hráli na stadionu Rubber Bowl v ohijském Akronu.

### Baltimore Colts – významné roky

#### 1953
Colts začali sezónu 1953 senzačním obchodem, výměnou pěti svých hráčů za deset hráčů Cleveland Browns. Mezi nimi byl budoucí trenér Don Shula, dále Bert Rechichar, Carl Taseff, Sisto Averno, Art Spinney a další. Druhá inkarnace Colts začala svou pouť 27. září na Memorial Stadium v Baltimoru pod vedením Keitha Moleswortha. Colts ten den porazili Chicago Bears 13:9 a pravou nohu vykročili do nové epochy. Nicméně zbytek sezóny tak úspěšný nebyl, bilance 3–9 a hlavně sedm porážek v řadě ukázali, že Colts čeká spousta práce.

#### 1958
Mladý tým sbíral zkušenosti a rok od roku zlepšoval svou bilanci. V sezóně 1957 přišel o finále konference v posledních dvou zápasech, které prohrál se San Franciscem 49ers a Los Angeles Rams, ale v roce 1958 si již prvenství v Západní konferenci vzít nenechal. 28. prosince 1958 se ve finále NFL na Yankee Stadium utkal s New York Giants v utkání, které mnozí označují za „největší utkání všech dob“. V poločase vedli Colts 14:3 zásluhou dvou touchdownů z druhé čtvrtiny, ale na konci bylo skóre 17:17 a poprvé v historii NFL bylo použito pravidlo náhlé smrti. V prvním drivu quarterback Johnny Unitas našel přihrávkou wide recievera Raymonda Berryho, který si došel pro první down na polovině Giants. Baltimore pokračoval až na hranici jednoho yardu. Unitas předal míč Alanovi Amechemu, který prošel obranou do end zóny a rozhodl o vítězství Colts 23:17. Utkání lze považovat jako bod zlomu v popularitě NFL, sledovalo ho do té doby rekordních 45 milionů diváků.

#### 1959
O rok později se situace opakovala, Colts opět zvítězili ve své konferenci a ve finále se znovu utkali s Giants, tentokrát na baltimorském Memorial Stadium. Po třech čtvrtinách prohrávali domácí 7:9, ale poté i zásluhou Unitase skórovali 24 bodů v řadě, zvítězili 31:16 a obhájili titul šampióna NFL.

#### 1964
Následující roky dominovali Západní konferenci Green Bay Packers a ani Colts vedení fantastickým Unitasem nedokázali jejich dominanci narušit. Až v roce 1964, po porážce v prvním kole od Vikings, se jim podařilo vyhrát deset utkání v řadě a získat první místo v konferenci. Unitas získal cenu pro nejužitečnějšího hráče NFL, když naházel 2 824 yardů, ale ve finále NFL Cleveland Browns přehráli Colts 0:27.

#### 1967
Unitas získal podruhé cenu pro nejužitečnějšího hráče NFL a Colts nepoznali v prvních třinácti zápasech sezóny chuť porážky, ale k titulu v nově vzniklé Coastal Division (Pobřežní divize) potřebovali porazit Los Angeles Rams, kteří měli stejně skvělou bilanci. Rams zvítězili 10:34 a postoupili do playoff.

#### 1968
Unitas vynechal většinu sezóny se zraněním loktem, ale záložní quarterback Earl Morrall ho skvěle zastoupil a získal cenu pro nejužitečnějšího hráče NFL při bilanci 13 vítězství, 1 porážka. Zatímco Morrall vedl ofenzívu, defenzíva Colts se také činila a dovolila soupeřům pouhých 144 bodů. V prvním kole playoff porazili Colts na vyprodaném Memorial Stadium Minnesotu Vikings 24:14 a o týden později v utkání o titul Šampióna NFL Cleveland Browns 34:0.

##### Super Bowl III

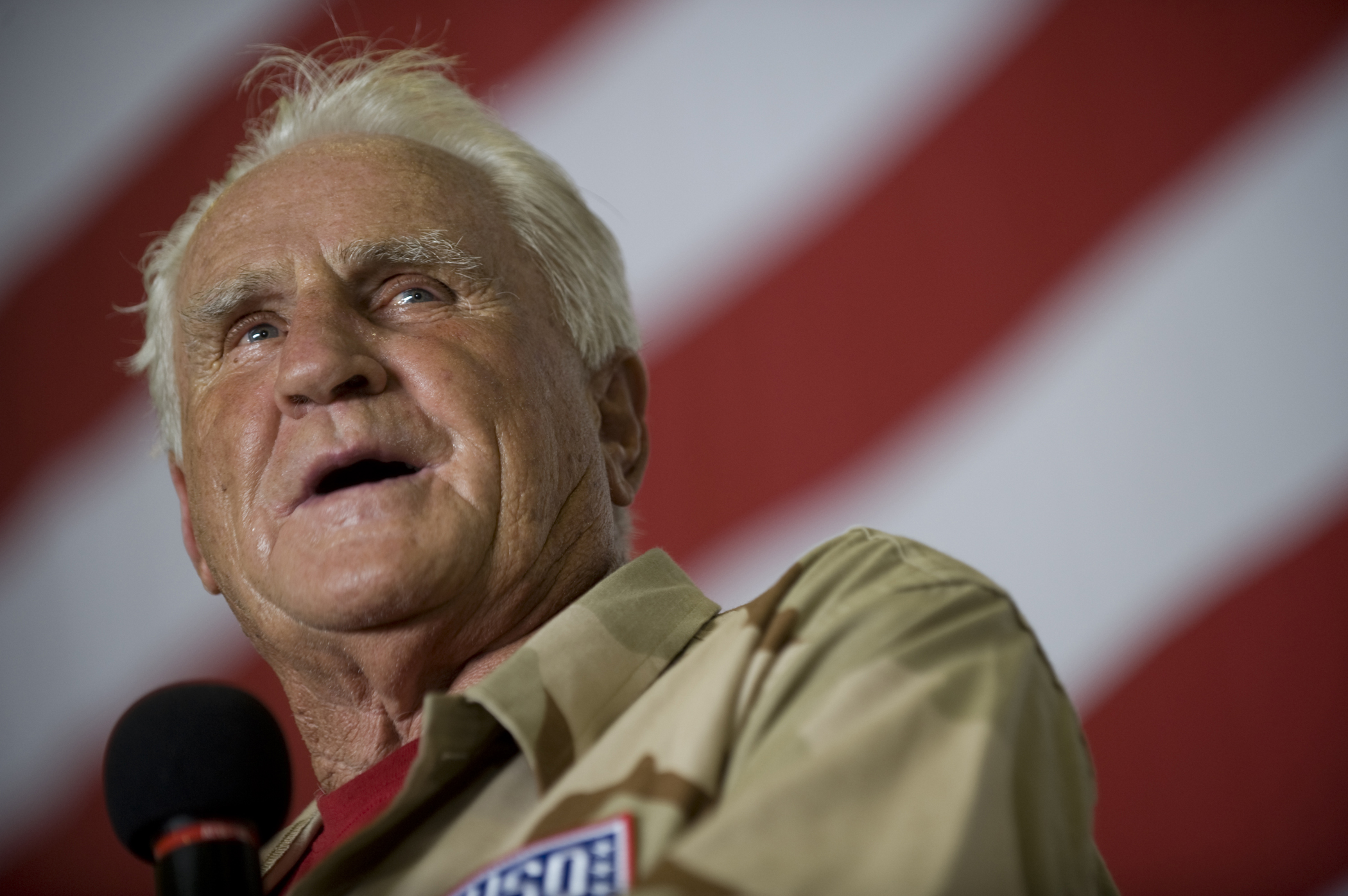
Don Shula

Super Bowl III byl třetím mistrovstvím AFL-NFL v profesionálním americkém fotbale, ale jako první oficiálně nesl název Super Bowl (dva předchozí byly se zpětnou účinností přejmenovány rovněž). Silně podceňovaní šampióni AFL New York Jets porazili favorizované Colts 7:16 a stali se prvním vítězným týmem z American Football League.
Zápas byl sehrán 12. ledna 1969 na stadionu Miami Orange Bowl v Miami na Floridě, stejném místě jako Super Bowl II. Šampioni NFL, Baltimore Colts, byli vysoce favorizováni proti mistrům AFL, New York Jets. Ačkoli si relativně mladá AFL úspěšně vynutila fúzi se zavedenou NFL tři roky předtím, stále nebyly její týmy uznávány jako stejně kvalitní. Navíc zástupci AFL v předchozích dvou Super Bowlech, Kansas City Chiefs a Oakland Raiders, byli snadno poraženi Green Bay Packers Vincenta Lombardiho.
Utkání předcházel odvážný výrok Joea Namatha, který "zaručil" vítězství svých barev. Tento hráč pak v zápase zkompletoval 17 z 28 přihrávek pro 206 yardů a byl jmenován nejužitečnějším hráčem Super Bowlu, přestože nepřihrál na žádný touchdown. Následně byl trenér Don Shula, který ztratil přízeň majitele Carrolla Rosenblooma, donucen rezignovat na funkci trenéra a přestoupil k Miami Dolphins. Jeho místo zaujal asistent Don McCafferty.

#### 1970
Před sezónou 1970 se Rosenbloom za Colts, Art Modell za Browns a Art Rooney za Steelers rozhodli přesunout své týmy k deseti klubům AFC jako součást dohody mezi AFL a NFL. Colts se stali součástí Východní divize, kterou ihned vyhráli poměrem 11–2–1. Během ročníku se baltimorští pomstili za Super Bowl III New York Jets, kteří se stali jejich divizními rivaly. V playoff nejprve porazili Cincinnati Bengals 17:0 a poté Oakland Raiders 27:17, pokaždé na domácím Memorial Stadium.

##### Super Bowl V
V Super Bowlu V proti Dallasu odskočili Cowboys do vedení 0:6 po dvou field gólech, ale John Mackey proměnil přihrávku Unitase v touchdown a srovnal skóre. Cowboys znovu odskočili na rozdíl sedmi bodů a vedení 6:13 si přenesli až do poslední čtvrtiny. Earl Morrall ulevil zraněnému Unitasovi v druhé polovině hry, ale oba týmy zaznamenaly množství ztrát a utkání se tak přezdívá „blunder bowl“ (zpackaný pohár). Baltimorští po dvouyardovém běhu Toma Nowatzke srovnali skóre. Méně než dvě minuty před koncem ztratil running back Cowboys Dan Reeves míč a Colts 5 sekund před koncem kopem Jima O'Briena z 32 yardů zápas otočili a získali první Super Bowl v historii klubu.

#### 1971–1983
Po špatném (1–4) startu do sezóny 1971 byl propuštěn trenér McCafferty, jeho nástupcem se stal John Sandusky. V průběhu ročníku byl Unitas vyměněn do San Diega Chargers, nicméně nechtěl odejít bez rozloučení a rozhodující přihrávkou pomohl porazit Buffalo Bills 35:7. Zaplněný Memorial Stadium dopřál legendě Colts ovace ve stoje a později bylo jeho číslo 19 navždy vyřazeno z nabídky čísel. Po truchlivé (4–10) sezóně 1973 a 0–3 startu do 1974 byl odvolán tehdejší hlavní trenér Howard Schnellenberger a nahrazen Joe Thomasem. Výkony ani výsledky se nezlepšily a konečných 2–12 završilo špatný ročník.
Pod novým trenérem Tedem Marchibrodou se start (1–4) do sezóny 1975 moc nepovedl, nicméně quarterback Bert Jones a running back Lydell Mitchell zvedli tým a ten si připsal devět vítězství v řadě a prvenství v konferenci před Miami Dolphins díky lepšímu skóre. V playoff ale Colts nenašli recept na Pittsburgh Steelers a po porážce 10:28 pro ně sezóna skončila. Marchibroda rezignoval jako hlavní trenér, ale pro ročník 1976 byl znovu najat a historie se opakovala. Po zisku titulu v divizi (11–3) je opět čekali Steelers a i odvetu na Memorial Stadium zvládli lépe, zvítězili 14:40. Malou náplastí byla cena Bertu Jonesovi pro nejužitečnějšího hráče NFL za 3 104 naházených yardů. I o rok později ztroskotali Colts v prvním kole playoff, tentokrát na Oakland Raiders 31:37 a Marchibroda byl nahrazen Mikem McCormackem.
Po dvou neúspěšných sezónách byl McCormack propuštěn a Bert Jones prodán Los Angeles Rams. Od roku 1982 začínali na Memorial Stadium ubývat fanoušci, dílem kvůli špatným výsledkům a dílem kvůli následkům dvouměsíční stávky. Jednička draftu NFL 1983 John Elway odmítl hrát pod majitelem Robertem Irsayem a plánoval přestup do konkurenční soutěže USFL. Zastrašení Colts ho nakonec prodali Denver Broncos. 18. prosince 1983, bez vědomí týmu či fanoušků, hráli Colts svůj poslední domácí zápas v Baltimoru proti Houston Oilers.

### Nespokojenost majitelů

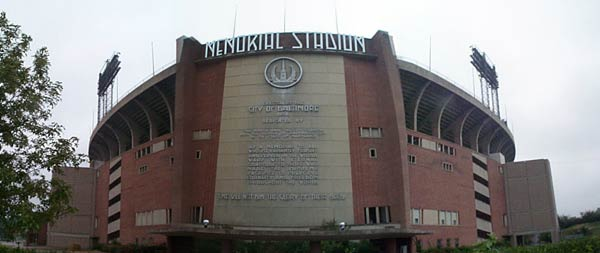
Baltimorský Memorial Stadium

V květnu 1969 město Baltimore oznámilo, že bude usilovat o podstatné zvýšení nájemného za Memorial Stadium po majiteli Carolu Rosenbloomovi a vedení Colts. Rosenbloom už dříve označil Memorial Stadium za zastaralý a hrozil přesunutím domácích zápasů Colts mimo stadion, pokud nenastane zlepšení. Dokonce zvažoval, že použije 12 až 20 milionů dolarů z vlastní kapsy na spolufinancování stavby nového fotbalového stadionu na půdě sousedního Baltimore County. V listopadu 1971 Rosenbloom oznámil, že se Colts po vypršení pronájmu v roce 1972 na Memorial Stadium nevrátí, protože neměl zájem jednat s městem. Chtěl odejít z Baltimoru z několika důvodů nízkých příjmů, problémů s Baltimore Orioles o vlastnictví Memorial Stadium, poplatků za prodej potravin a parkování, neshody s tiskem a jeho nová manželka chtěla na západ pobřeží. Will Keland, realitní investor, přišel s návrhem koupit Colts od Rosenblooma. A ačkoliv nemohl Keland sehnat dostatek finančních prostředků na koupi týmu, jeho golfový partner, Robert Irsay, je měl a učinil Rosenbloomovi nabídku. 13. července 1972 se Robert Irsay stal majitelem Colts. Podle podmínek dohody nejprve Irsay koupil Los Angeles Rams za 19 milionů dolarů a pak je vyměnil Rosenbloomovi za Colts a 3 miliony dolarů v hotovosti. Hráči obou týmů zůstali ve svých týmech.
V roce 1971 vytvořili starosta Baltimoru William Donald Schaefer a guvernér státu Maryland Marvin Mandel komisi, která měla přezkoumat potřeby městského stadionu. Její zpráva byla velmi kritická: výhled z deseti tisíc míst byl „víc než hrozný“, dvacet tisíc sedaček bylo zastaralých a nemělo opěrky zad, sedm tisíc sedaček na dočasných tribunách bylo konstrukčně zastaralých a hodilo se pouze pro zápasy amerického fotbalu. Rovněž chyběl dostatek odpovídajících kancelářských prostor pro Orioles a Colts, oba týmy také musely sdílet jednu šatnu. Horní podlaží stadiónu neobíhalo celé hřiště a klub tak přicházel o zisk ze vstupenek. Počet sociálních zařízení byl naprosto nedostatečný.
Marylandští plánovači přišli s ambiciózním projektem přezdívaným Baltdome. Původním plánem bylo vytvoření areálu v blízkosti vnitřního městského přístaviště známého jako Camden Yards. Nový stadion měl pojmout 70 000 fanoušků při fotbalových, 55 000 při baseballových a 20 000 při hokejových nebo basketbalových zápasech. Za odhadovaných 78 milionů dolarů mělo město vybudovat arénu, která by uspokojila všechny strany. Ale návrh nezískal potřebnou podporu mezi zákonodárci Marylandu i přes ujištění, že příspěvky od daňových poplatníků by byly striktně omezeny na město a státní půjčky. 27. února 1974 guvernér Mandel návrh definitivně zamítl. Robert Irsay byl ochoten čekat: „Jsem trpělivý člověk. Myslím, že když lidé z Baltimoru uvidí nové stadiony v New Orleans nebo Seattlu, uvědomí si, že potřebujeme nový stadion... pro jednání s partnery a další věci související s fotbalem.“ Ale Hyman Pressman, baltimorský finanční kontrolor, byl proti využití veřejných finančních prostředků na stavbu nového stadionu. Během voleb 1974 prosadil k hlasování tzv. „Otázku P“, zda měl být „stadion na 33. ulici vyhlášen památníkem válečných veteránů a jakékoliv veřejné finanční prostředky na výstavbu stadionu mají být zakázány“. Opatření poměrem 56% ku 44% prošlo a definitivně zničilo veškeré naděje na nový, moderní sportovní areál v Baltimoru.
Přestože Colts mezi roky 1975–77 třikrát v řadě hráli playoff, v otázce stadionu nebylo dosaženo žádného pokroku. Irsay poprvé jednal v roce 1976 s Phoenixem a Indianapolisem o možném přestěhování Colts do jednoho z těchto měst. Ve stejném roce veřejně přiznal, že obdržel „atraktivní nabídku“ od arizonského města. V roce 1979 začal oficiálně zkoumat terén a finanční možnosti jednotlivých měst: Los Angeles, Memphisu, Tennessee a Jacksonville, v posledně jmenovaném ho uvítal padesáti tisíci aplaudujících diváků zaplněný Gator Bowl. Ten samý rok Irsay požadoval 25 milionů dolarů na rekonstrukci Memorial Stadium a dlouhodobé pronájmy pro Colts i Orioles. Baseballovému týmu se ovšem nelíbila fotbalová vylepšení a odmítl víc než rok pronájmu. Následkem toho byla žádost zamítnuta a stadion nikdy neprošel potřebným vylepšením.

### Přesídlení do Indianapolisu

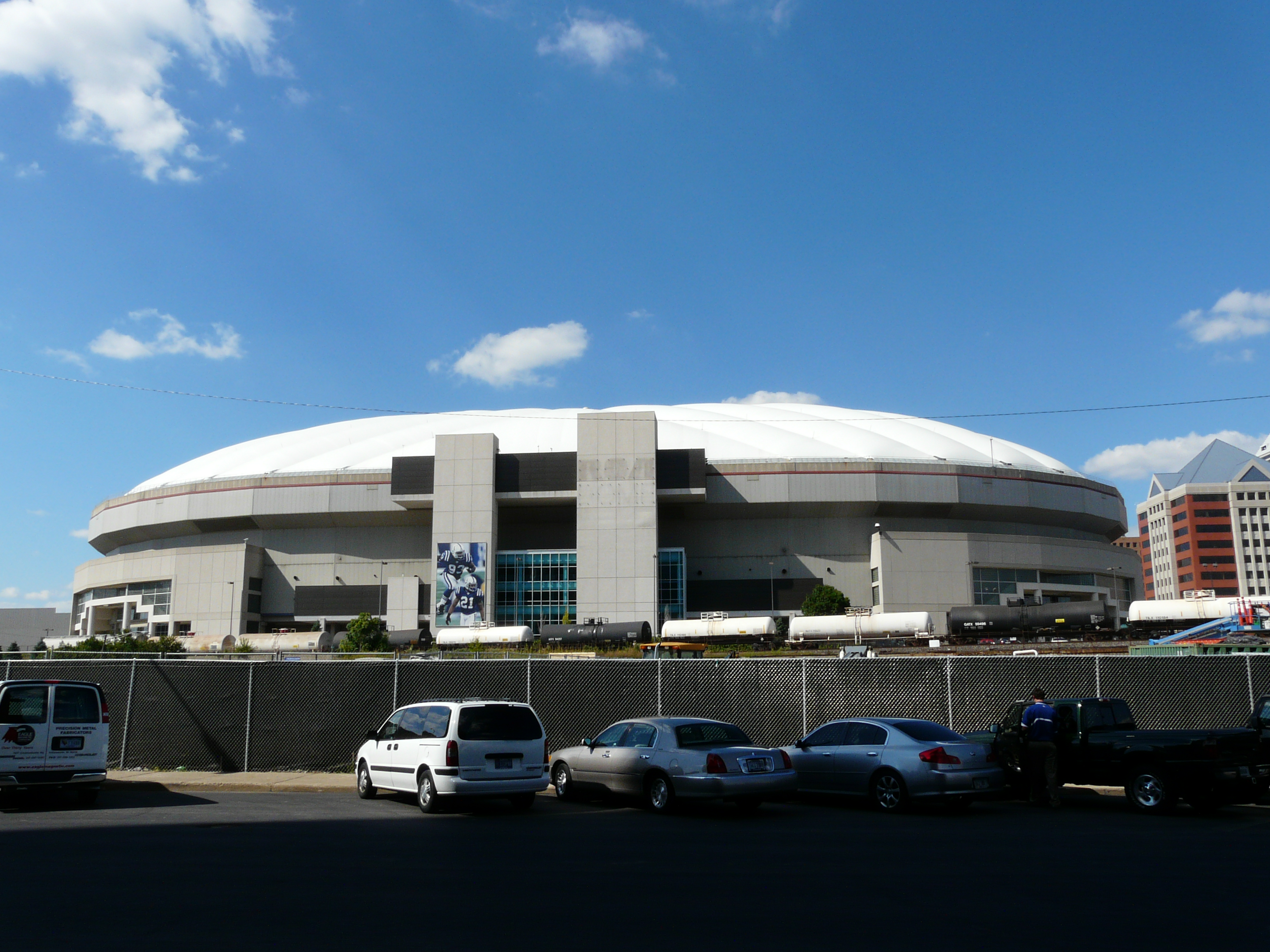
Colts se v Indianapolisu stěhují do Hoosier Dome (později RCA Dome)

Pod vedením starosty Richarda Lugara a jeho následovníka Williama Hudnuta se Indianapolis snažil stát „velkým americkým městem“. V roce 1979 významní komunitní vůdci založili Indiana Sports Corporation ve snaze přilákat hlavní sporty do srdce státu Indiana. O rok později jmenoval Hudnut komisi, aby prozkoumala proveditelnost stavby nového stadionu, který by sloužil primárně pro potřeby obchodních setkání a sekundárně jako návnada pro NFL tým.
Rekonstrukce Hoosier Dome (později přejmenovaného na RCA Dome) začala v roce 1982. Náměstek primátora David Frick, který později vedl jednání s Colts prohlásil, že rekonstrukce RCA Dome byla klíčem ke změně image města.
Poté, co se v únoru 1983 vztahy mezi Irsayem a baltimorskými radními podstatně zhoršily, požádal starosta Schaefer o 15 milionů dolarů na renovaci Memorial Stadium. Legislativa odložila rozhodnutí na následující jaro, kdy měla skončit Colts nájemní smlouva a navíc jen polovina této částky měla jít na konto fotbalistů, druhá měla náležet Orioles. Nakonec byla Colts nabídnuta celá částka s podmínkou, že na ni bude uvalen úrok 6,5 %, klub musí garantovat následujících šest let alespoň průměrně 43 000 prodaných vstupenek na zápas a tým odkoupí tréninkové kapacity Owings Mills za 4 miliony dolarů.
Dne 2. března 1983 dali vlastníci NFL povolení Irsayovi přestěhovat klub do města podle jeho uvážení. Irsay pokračoval v diskusích s několika městy hladovými po NFL (New Yorkem, Phoenixem, Indianapolisem, Birminghamem, Jacksonville a Memphisem), aby seznam zúžil na Phoenix a Indianapolis. Na prvním jednání Phoenix, v čele s realitním developerem Eddiem Lynchem, nabídl patnáctimilionovou půjčku a bezplatný pronájem Sun Devil Stadium s kapacitou 71 000 míst. Druhé setkání, těsně před Super Bowlem, prosáklo mezi novináře a Irsay ho zrušil. Mezitím ve prospěch Indianapolisu začal silně lobbovat realitní developer Robert Welch. Starosta Hudnut pak pověřil náměstka Fricka tajným jednáním s právním zástupcem Colts Michaelem Chernoffem. Irsay si poté prohlédl rekonstruovaný Hoosier Dome a byl nadšený. Situace v Baltimoru se dál zhoršovala, marylandský senát schválil zákon dávající městu výsadní právo na majetek klubu. V důsledku toho odvolala svou nabídku phoenixská skupina a Irsay zavolal starostovi Indianapolisu, aby s ním probral přestěhování klubu předtím, než nový zákon vejde v platnost. Indianapolis nabídl Colts půjčku 12,5 milionu dolarů, tréninkový komplex v ceně 4 miliony dolarů a zbrusu nový šedesátitisícový Hoosier Dome v ceně 77,5 milionu dolarů. Po podpisu smlouvy zorganizoval starosta s pomocí přítele a majitele spediční firmy Johna B. Smithe akci, při které patnáct kamionů v noci odvezlo z tréninkového centra veškeré vybavení a výstroj a ve dvě hodiny odpoledne byli Colts kompletně pryč z Baltimoru. Marylandská policie se je sice pokusila zastavit, ale každý kamion jel jinou trasou a od hranic státu Indiana je eskortovaly místní policejní jednotky.

### Baltimore se vrací
Je pochopitelné, že fanoušci Colts v Baltimoru byli zdrceni. Ve volbách téhož roku voliči rozhodli o zrušení Otázky P poměrem 62% ku 38%, nicméně Pressman zůstal finančním kontrolorem až do odchodu do důchodu v roce 1991. Město zažalovalo Colts v Senátu a Sněmovně reprezentantů, ale v březnu 1986 byly všechny žaloby týkající se přemístění zamítnuty. V roce 1995 se Art Modell, majitel Cleveland Browns, rozhodl přesunout tým do Baltimoru. Po protestech bylo jako součást dohody o ukončení všech sporů mezi Modellem a Clevelandem vyjednáno, že Modell nechá Browns jméno, barvy a historii, ale hráče si vezme s sebou, takže to technicky bude považováno za rozšíření týmu. Nový tým byl ve fanouškovském hlasování pojmenován Baltimore Ravens.
Colts nehráli zápas v Baltimoru až do roku 1998. V Indianapolisu se utkání proti Ravens vnímá jako běžné mezidivizní utkání. Když hrají Colts v Baltimoru, název Colts není použit, místo něj jsou označováni Indianapoliským profesionálním fotbalovým týmem a na světelné tabuli označením Indy.

### První roky v Indianapolisu

#### 1984–1988
V roce 1984, prvním v Indianapolisu, byl generálním manažerem jmenován Jim Irsay a trenérem až do posledního utkání ročníku Frank Kush. Před startem sezóny tým obdržel 143 tisíc žádosti o sezónní vstupenky. Nicméně sezóna skončila s bilancí 4–12 a neúspěchem. Novým koučem byl jmenován Rod Dowhower, ale po dvou špatných sezónách je v prosinci 1986 nahrazen Ronem Meyerem.
V roce 1987 všichni hráči v NFL vstoupili do 24 denní stávky, takže jeden týden jsou utkání zrušena a tři týdny hrály týmy s náhradními hráči. Colts díky 9–6 vyhráli divizi, ale v playoff vypadli s Cleveland Browns po porážce 10:38. Running back Colts Eric Dickerson se sice v roce 1988 stal nejlepším hráčem NFL v počtu naběhaných yardů, ale bilance 9–7 na playoff nestačila.

#### 1989–1995
V roce 1990 byli Chris Hinton a Andre Rison vyměněni do Atlanty Falcons za první volbu v draftu, čehož Colts využili k výběru Jeffa George, quarterbacka a rodáka z Indianapolisu. Eric Dickerson bojkotoval tréninkový kemp, odmítl fyzické testy a byl pokutován 750 tisíci dolary. Tým skončil s bilancí 7–9 na třetím místě divize a trenér Meyer byl nahrazen Rickem Venturim. V ročníku 1991 Colts vyhráli jediné utkání v jedenáctém týdnu proti Jets a byli nejhorším týmem celé soutěže.
28. ledna 1992 Colts znovu angažovali trenéra Teda Marchibrodu, který předchozích pět let pracoval jako asistent trenéra u Buffala Bills, a jako generálního manažera Billa Tobina. V květnu byl Dickerson prodán Los Angeles Raiders a skončily tak jeho divoké čtyři roky u týmu. 3. května byl před nočním klubem v Cincinnati zastřelen obránce Shane Curry. I tak byla sezóna 9–7 celkem úspěšná, chybělo pouze jediné vítězství k dosažení playoff.
Následující dva roky ovšem Colts upadli znovu do průměru s bilancí 4–12 v roce 1994 a 8–8 v 1995. Během těchto let jsou draftováni nadějní mladíci Marshall Faulk a Trev Alberts, Jeff George byl vyměnen do Atlanty Falcons a na jeho místo nastoupil Jim Harbaugh. V této sezóně byla také zaznamenána historicky nejnižší návštěva v historii Colts, 47 372 diváků.

#### 1995
Před startem sezóny podepsal quarterback Craig Erickson z Tampy Bay Buccaneers dlouholetou smlouvu s Colts, ale po třech utkáních získal Harbaugh svou pozici zpět a stal se nejlépe přihrávajícím hráčem NFL. Bilance 9–7 stačila na playoff a Colts získali přezdívku „kardiaci“ díky čtyřem vítězstvím v závěru utkání.
V prvním kole playoff překvapili San Diego Chargers a na jeho hřišti zvítězili 35:20. O týden později šokovali Kansas City Chiefs, nejlepší tým NFL po základní části, vítězstvím 10:7 a dostali se tak do prvního konferenčního finále od roku 1972, kdy ještě hráli v Baltimoru. V utkání s Pittsburgh Steelers se vedení přesouvalo z jedné strany na druhou, tři minuty před koncem zaznamenal rozhodující touchdown pro Steelers Bam Morris. Těsně před koncem Harbaugh přihrál Aaronu Baileymu do end zóny, ale ten neudržel míč a Colts prohráli 16:20.

#### 1996

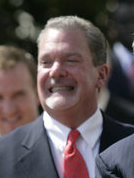
Jim Irsay

Měsíc po porážce se na Colts valily další problémy: majitel Robert Irsay utrpěl mrtvici a během rekonvalescence byla vedením klubu pověřena jeho žena Nancy a syn Jim, generální manažer klubu. Další komplikací bylo hledání nového trenéra, protože Ted Marchibroda nebyl spokojen s prodloužením stávající smlouvy o pouhý rok. Vystřídal ho Lindy Infante, který si ponechal rovněž funkci ofenzivního koordinátora. V draftu Colts wide receivera Marvina Harrisona. Colts se vezli na vítězné vlně a první čtyři zápasy vyhráli, ale zranění zdecimovala tým a nakonec se do playoff dostali s pořádnou dávkou štěstí. V prvním kole narazili opět na Steelers a opět prohráli, tentokrát jednoznačně 14:42.
V přestávce mezi sezónami se Jim Irsay stal jediným vlastníkem Colts, čímž vstoupil do historie NFL jako nejmladší majitel všech dob. Pro klub pracuje již od roku 1982 a je přezdíván „nejlepším maloobchodním majitelem v NFL.“ Po smrti otce se Jim okamžitě snažil vtisknout klubu vlastní rukopis. Ostatní majitelé klubů v NFL „oceňují jeho práci majitele klubu a jednomyslným rozhodnutím přidělují Indianapolisu pořádání Super Bowlu v roce 2012, což je výjimečná čest pro město s tak chladným podnebím“. Majitel New England Patriots Robert Kraft: „Volil jsem Indianapolis kvůli Jimovi, protože ho mám rád a uznávám jeho práci.“

#### 1997
Irsayova první sezóna jako jediného majitele nebyla úspěšná, Colts se stali nejhorším týmem NFL. Nicméně mnohé porážky jsou těsné a Colts si dokonce připsali skalp finalisty Super Bowlu, Green Bay Packers. Irsay najal Billa Poliana, který byl předtím čtyřikrát zvolen nejlepším manažerem NFL jako prezidenta a generálního manažera. Polian promptně propustil Harbaugha a Infanteho a na jeho místo angažoval Jima Moru staršího.

### Éra Peytona Manninga (1998–2011)

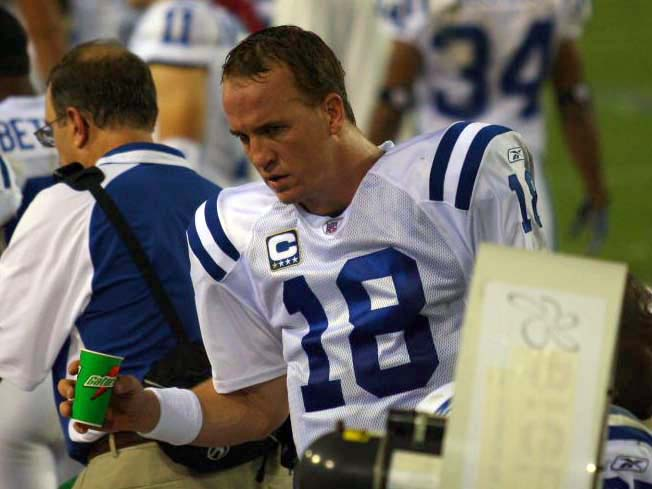
Peyton Manning

Polian definoval strategii přebudování kádru Colts skrze drafty a hned v prvním kole přivedl z University of Tennessee quarterbacka Peytona Manninga, syna slavného Archieho Manninga.

#### 1998
Dva dny před draftem prodali Colts Marshalla Faulka St. Louis Rams za volbu v prvním kole draftu, aby si vybrali running backa Edgerrina Jamese z Miami, přestože byl k dispozici cenami ověnčený Ricky Williams. James rychle zapadl do týmu a spolu s Manningem a Marvinem Harrisonem vytvořili údernou trojici. Sezóna sice nebyla úspěšná (bilance 3-13), ale většina porážek byla těsných a nový tým rychle sbíral zkušenosti.

#### 1999
Colts absolvovali nejúspěšnější sezónu od přestěhování do Indianapolisu, a s bilancí 13 vítězství, 3 porážky zároveň vyrovnali rekord divize v počtu vítězství za sezónu. Jako vítězové AFC East měli v prvním kole playoff volno a v druhém se utkali s Tennessee Titans, ale prohráli 16:19. Manning, James a Harrison jsou poctěni Pro Bowlem, kicker Mike Vanderjagt se stal nejvíce bodujícím hráčem NFL a James také ofenzivním nováčkem roku.

#### 2000
Po loňské úspěšné sezóně byl nový ročník hráči i fanoušky očekáván s velkým napětím. Po osmi zápasech byli Colts na 6–2, i když některá vítězství byla dosažena heroickými výkony v posledních minutách základní hrací doby. Pak přišly čtyři porážky z pěti zápasů a jedinou možností, jak se dostat do playoff, bylo vyhrát všechny tři zbývající utkání. To se podařilo a poprvé od roku 1977 dosáhli Colts deseti vítězství v sezóně ve dvou po sobě jdoucích ročnících. Manning (4 413) a James (1 709) získali tituly NFL za nejvíce naházených, respektive naběhaných yardů. V zápase o divokou kartu ovšem Colts prohráli s Miami Dolphins 17:23 a pozornost se začala stáčet k ne zrovna pevné obraně.

#### 2001
V prvním kole draftu byl získán wide receiver Reggie Wayne. Manning naházel 4 131 yardů, Harrison zachytil 109 přihrávek, ale Colts decimoval vysoký počet turnoverů. Útok byl sice nejlepší v soutěži, na druhou stranu obrana suverénně nejhorší v počtu povolených yardů (30 z 31 týmů) nebo obdržených bodů (31 z 31). Tým rovněž trápil vysoký počet zranění. Dominic Rhodes se po zranění Jamese sice stal prvním nedraftovaným hráčem, který v sezóně naběhal víc než 1000 yardů, ale konečný účet 6–10 nedal šanci na playoff. Protože trenér Mora nechtěl propustit koordinátora defenzívy Vica Fangia, který s ním spolupracoval od roku 1983, byli oba po skončení sezóny propuštěni.

#### 2002

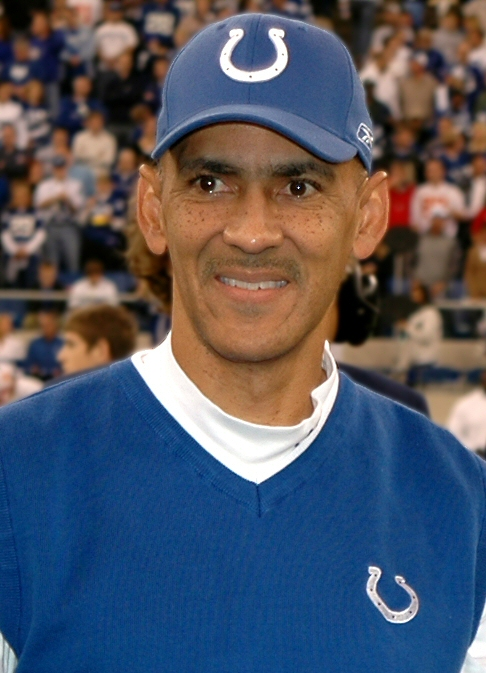
Trenér Tony Dungy

Novým koučem se stal Tony Dungy, který byl předtím vyhozen Tampou Bay Buccaneers, protože nedokázal ambiciózní tým dovést do Super Bowlu. Irsay byl tak nadšen myšlenkou na příchod Dungyho, že to byl on, kdo inicioval jednání.
V draftu byl získán defensive end Dwight Freeney ze Syracuse. V souladu s Polianovu strategií se stal lídrem defenzívy a výsledky se dostavily hned vzápětí. Ještě před sezónou byli do ligy přijati Houston Texans a Colts se přesouvají z AFC East do AFC South k Tennessee Titans, Jacksonville Jaguars a právě Houston Texans. Harrison měl fantastickou sezónu a pokořil několik NFL i klubových rekordů, ale James znovu laboroval se zraněním. Freeney stanovil nováčkovský rekord deset forced fumblů za sezónu, tři z nich v utkání proti bývalému spoluhráči ze Syracuse Donovanu McNabbovi. Nicméně ne všechno šlo tak dobře, i když 10–6 stačilo na playoff, kde se Colts potkali s bývalými divizními rivaly, New York Jets. Ačkoli byli Colts mírnými favority, Jets rozdrtili soupeře 0:41 a Manning stále čekal na první vítězný zápas v playoff.

#### 2003

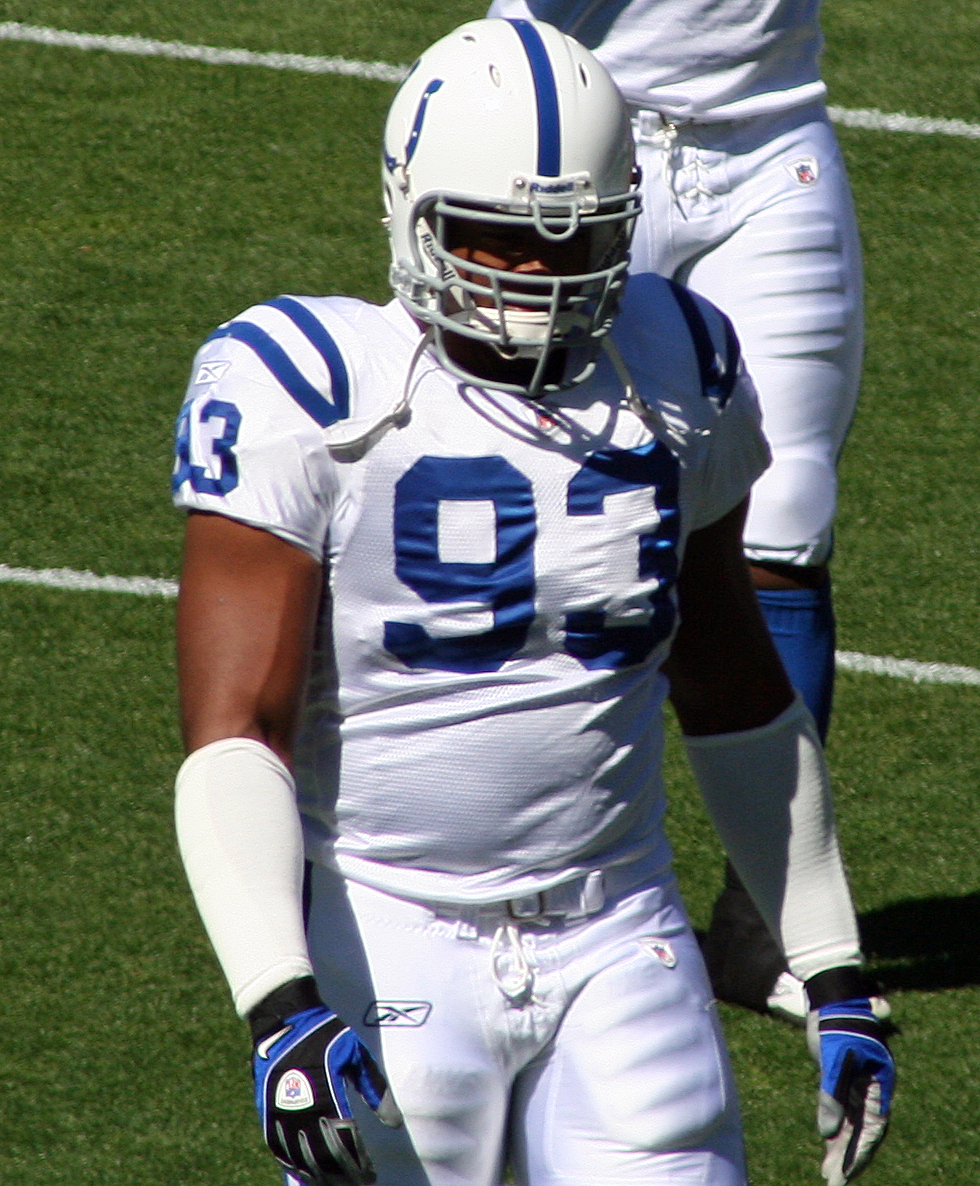
Dwight Freeney

Colt vyhráli divizi s poměrem 12–4 a Manning byl spolu s quarterbackem Tennessee Stevem McNairem vyhlášen nejužitečnějším hráčem NFL. V utkání o divokou kartu Colts porazili lehce Denver Broncos 41:10 a v semifinále Kansas City Chiefs na jeho hřišti 38:31. Ve finále konference AFC sice Colts prohráli s pozdějšími vítězi Super Bowlu New England Patriots 14:24, ale fanoušci považují tuto sezónu jako bod zlomu.

#### 2004
V druhém kole draftu byl získán safety Bob Sanders. Ročník kopíroval ten předchozí: vítězství v divizi se skóre 12–4 a vypadnutí s Patriots, tentokrát v semifinále konference. Přestože v sezóně přepisovala ofenzíva jeden rekord za druhým, v klíčovém utkání playoff skórovala pouze jeden field gól a Colts prohráli 3:20. Manning obhájil cenu pro nejužitečnějšího hráčem NFL a čtyřiceti devíti přihrávkami na touchdown překonal rekord Dana Marinoa z roku 1984. Z tria Harrison-Wayne-Stokley měl každý minimálně 10 touchdownů a 1 000 naběhaných yardů. Přestože stále panovaly pochybnosti kolem obrany, Freeney vedl statistiky NFL se šestnácti sacky.

#### 2005
Dungy dovedl Colts k rekordním čtrnácti vítězstvím a třetímu diviznímu titulu v řadě, pátému v éře v Indianapolisu. Manning a Harrison překonali osmdesáti šesti touchdowny dvojici Steve Young – Jerry Rice v tandemu quarterback – receiver v utkání proti St. Louis Rams. O dva týdny později porazil poprvé v kariéře Peyton Manning New England Patriots. Výhodu domácího prostředí proti Pittsburgh Steelers v semifinále konference ovšem Colts trestuhodně zahodili. Steelers vedli po třech čtvrtinách 3:21, ale Dallas Clark touchdownem snížil a Edgerrin James pět minut před koncem spolu s dvoubodovou konverzí Reggieho Waynea dostal Colts na 18:21. Po fumblu Jeroma Bettise se míč zastavil na čtyřiceti yardech a Colts zkusili field gólem vyrovnat, ale Mike Vanderjagt se netrefil.

#### 2006
Poté, co se stali prvním týmem v historii NFL, který vyhrál prvních devět utkání v sezóně dva roky po sobě, prohráli Colts tři ze čtyř následujících zápasů kvůli nejhorší obraně v lize proti běhům. I přesto získali čtvrtý titul v AFC South v řadě s bilancí 12 vítězství, 4 porážky. Dalším překonaným rekordem bylo 10 vítězství v sezóně pět let v řadě a Colts vstoupili do playoff ze třetího místa. V prvním kole porazili Kansas City Chiefs 23:8, ačkoliv Manning třikrát přišel o míč. Obrana pracovala výborně a Chiefs zaznamenali první down teprve v čase 3:33 před koncem třetí čtvrtiny. V dalším utkání se Colts setkali s Baltimore Ravens. Adam Vinatieri, který přišel před sezónou z New England Patriots, proměnil pět field gólů a protože domácí tímto způsobem skórovali pouze dvakrát, postoupili po výsledku 15:6 hosté. Colts se potřetí během čtyř sezón dostalií do konferenčního finále a tam na své stadionu RCA Dome narazili na své rivaly, Patriots. Domácí v průběhu první půle prohrávali již 3:21, ale ve třetí čtvrtině snížili na 21:28, aby minutu před koncem nováček Joseph Addai po tříyardovém běhu zaznamenal vítězný touchdown. Colts zvítězili 38:34 a mohli se těšit na první Super Bowl od přestěhování do Indianapolisu.

##### Super Bowl XLI

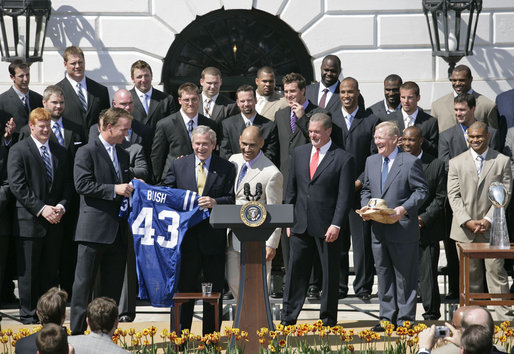
Slavnostní přijetí v Bílém domě

4. února 2007 porazili Colts na Dolphin Stadium Chicago Bears 29:17. Poprvé v historii Super Bowlu pršelo celé utkání, což spolu s přírodní trávou přispělo k šesti turnoverům v první půli. Bears se rychle dostali do vedení 6:14, ale Colts ve druhé a třetí čtvrtině vedeni skvělým Manningem otočili na 22:14. Dvanáct minut před koncem chytil Kelvin Hayden přihrávku Rexe Grossmana, interception runem zaznamenal touchdown a Colts zvítězili. Manning byl vyhlášen nejužitečnějším hráčem Super Bowlu za 247 yardů a 25 kompletních přihrávek z 38. Indianapolis se stal prvním týmem hrajícím doma v uzavřeném stadionu, který zvítězil na nezastřešeném hřišti, prvním týmem vítězícím v dešti a prvním, který zvítězil s nejhorší obranou proti běhům v základní části. Tony Dungy se stal teprve třetím mužem (spolu s Tomem Floresem a Mikem Ditkou), který získal Super Bowl jako hráč i trenér a také prvním vítězným hlavním trenérem černé pleti. Colts jsou dosud jediným držitelem Super Bowlu z divize AFC South.

#### 2007
Základní část sezóny 2007 Colts ukončili s 13–3, ustavili nový klubový rekord pěti divizních titulů v řadě, stali se prvním týmem NFL s dvanácti vítězstvími v sezóně v pěti po sobě jdoucích ročnících a jedním ze čtyř týmů, který tři roky za sebou zvítězili v prvních pěti utkáních. Manning překonal Unitasův rekord (287) v počtu přihrávek na touchdown, Dungy zase počet vítězství Dona Shuly a Teda Marchibrody (oba 73). V divizním playoff Colts prohráli se San Diego Chargers 24:28.

#### 2008
Colts zahájili sezónu na novém Lucas Oil Stadium, ale nová aréna jim štěstí nepřinesla, zvítězili teprve ve třetím zápase proti Baltimore Ravens. Teprve pak se Colts rozjeli a osmi vyhranými zápasy z posledních osmi dosahují šesté sezóny v řadě se dvanácti a více vítězstvími. V AFC South je ovšem s bilancí 13–3 přeskočili Tennessee Titans a Colts museli do utkání o divokou kartu, ve kterém znovu podlehli Chargers 17:23 po prodloužení. Manning potřetí získal cenu pro nejužitečnějšího hráče NFL.

#### 2009
12. ledna 2009 ukončil kariéru hlavní trenér Tony Dungy a jeho nástupcem se stal Jim Caldwell. Pod novým trenérem vyhráli Colts prvních 14 utkání v řadě a 13. prosince po zdolání Denver Broncos stanovili nový rekord v počtu vyhraných utkání v řadě v běžné sezóně na dvaadvacet. Colts utrpěli první porážku proti New York Jets, když Caldwell kontroverzním rozhodnutím poslal na hřiště náhradníky, místo aby se pokusil dosáhnout perfektní sezóny (16–0). Díky bilanci 14–2 měli Colts v prvním kole playoff volno, aby poté na domácím hřišti porazili Baltimore Ravens 20:3. 24. ledna zdolali ve finále konference Jets 30:17 a zajistili si účast v Super Bowlu.

##### Super Bowl XLIV
7. února 2010 se v Super Bowlu XLIV na Sun Life Stadium v Miami Colts střetli s New Orleans Saints. Všechny čtyři Super Bowly, ve kterých Colts hráli, se konaly v Miami (první dva na Miami Orange Bowl). Indianapolis se dostal do vedení 10:0, ale Saints skóre otočili a oba týmy se přetahovaly o vítězství. Tři minuty před koncem zachytil Tracy Porter přihrávku Manninga na Reggieho Wayna a touchdownem upravil na konečných 17:29.

#### 2010
Colts začali dobře a po sedmém hracím týdnu se usadili na čele divize s bilancí 5–2. Poté však přišla série zranění důležitých hráčů a z následujících pěti zápasů vítězství pouze v jediném, takže pozici lídra divize přepouští Jacksonville Jaguars. V tuto chvíli jedinou možností, jak se podívat do playoff, je vyhrát všechna čtyři zbývající utkání. S přispěním uzdravených opor, výborných výkonů Jacoba Tammeho a tradičně skvělého Peytona Manninga se to podařilo. V prvním kole playoff ale dostali těžkého soupeře, New York Jets s bilancí 11–5. Po opatrném úvodu se do vedení dostali Colts, ale jejich obrana, stejně jako v základní části, nebyla schopna zastavit běhovou hru Jets a necelou minutu před koncem proměnil rozhodující field gól z 32 yardů Nick Folk. Colts prohráli 16:17 a smůlovatá sezóna pro ně skončila. I když to v tuto chvíli nevěděl, je to také poslední zápas Peytona Manninga v dresu Colts.

#### 2011
Manning se v přestávce mezi sezónami podrobil dvěma operacím krku a zmeškal celou přípravu, ale na základní část měl být fit. Těsně před začátkem nové sezóny se ovšem znovu zranil a s výhledem na půlroční pauzu byl pro něj ročník 2011 ztracený. Klub narychlo angažoval veterána Kerryho Collinse, nicméně ten nevyhrál ani jedno z prvních tří utkání a následně se zranil. Šanci dostali náhradní quarterbaci Curtis Painter a Dan Orlovsky, jenže vítězství stále nepřicházelo a za stavu 0–13 hrozila blamáž v podobě "negativní perfektní sezóny". Orlovsky nakonec dovedl Colts ke dvěma výhrám a upravil na konečných 2–14.

### Éra Andrewa Lucka (2012–2018)

#### 2012
Colts byli v sezóně 2011 nejhorším týmem celé NFL a tak měli v Draftu NFL 2012 právo první volby. Majitel Jim Irsay nebyl přesvědčený o stoprocentním zdraví Peytona Manninga a nevyplatil mu dohodnutý bonus, takže legendární quarterback byl volný a následně odešel k Denver Broncos. Radikální změny v kádru pokračovaly, následně odchází opory Gary Brackett, Joseph Addai, Dallas Clark, Jeff Saturday nebo Pierre Garcon. Jako jednička draftu přišel nový a velmi nadějný quarterback ze Stanfordovy univerzity Andrew Luck a jeho spoluhráč, tight end Coby Fleener. Odešel také generální manažer Bill Polian a hlavní trenér Jim Caldwell, kteří byli silně spojování s Manningem. Novým hlavním trenérem se stal bývalý defenzivní koordinátor Baltimore Ravens Chuck Pagano a Colts přešli v obraně na systém 3–4. V prvních zápasech se nově složenému týmu nijak zvlášť nedařilo a po domácí prohře s Jacksonville Jaguars 17–22 se s bilancí 1–2 dostali na poslední místo ve své divizi. V té době trenér Chuck Pagano oznámil, že trpí akutní leukémií a post hlavního trenéra dočasně přebral ofenzivní koordinátor Bruce Arians. Zlom v sezóně přišel hned v následujícím utkání proti Green Bay Packers, ve kterém Colts otočili nepříznivý poločasový stav 3:21 na vítězství 30:26 a do konce základní části zvítězili v devíti z dvanácti zápasů. Za zmínku stojí především vítězství 35:33 na hřišti Detroit Lions, kdy Andrew Luck svými přihrávkami na 2 touchdowny otočil skóre v poslední pětiminutovce. S bilancí 11–5 skončil Indianapolis na druhém místě ve své divizi za suverénními Texans a v prvním kole playoff tak musel cestovat do Baltimoru. Zde poměrně jasně prohrál s budoucími šampiony Super Bowlu 9:24 hlavně proto, že Colts nedokázali skórovat ani jeden touchdown. Chuck Pagano se uzdravil a i proto je sezóna 2012 hodnocena jako velmi úspěšná.

#### 2013

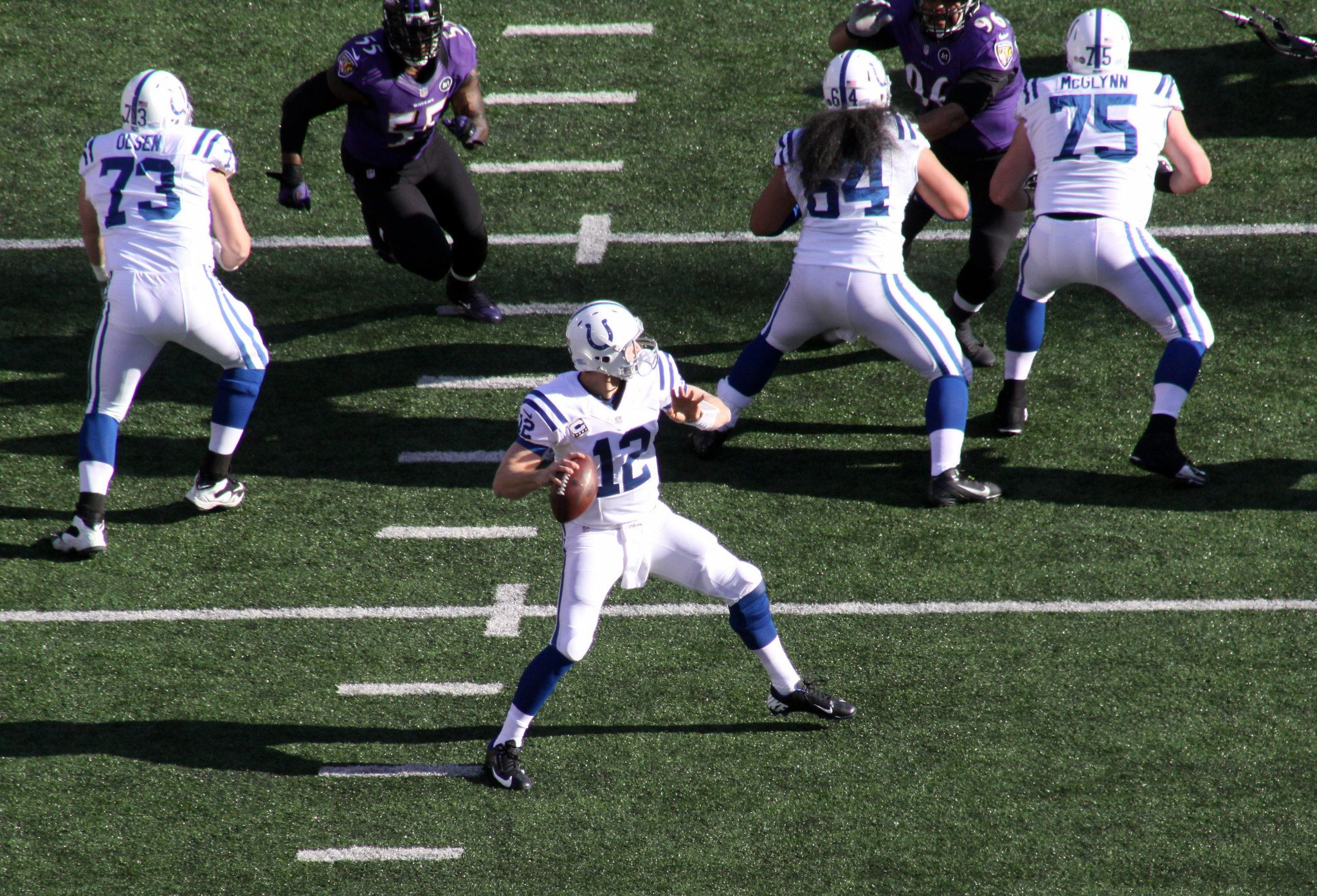
Luck během svého prvního playoff utkání proti Baltimore Ravens

Colts zopakovali bilanci z předcházející sezóny (11–5) a to i přesto, že měli podstatně těžší los a také mnoho zraněných klíčových hráčů. Z prvních osmi zápasů prohráli pouze dva a porazili tak silné týmy, jako Denver Broncos, Seattle Seahawks nebo San Francisco 49ers (tři ze čtyř finalistů konferencí). Jenže střed sezóny především kvůli zraněním nevyšel a po porážce 28:42 od Bengals se Colts ocitli na hraně postupu. Díky zlepšené hře obrany a objevu wide receivera T. Y. Hiltona se třemi jasnými vítězstvími (nad Texans, Chiefs a Jaguars) Indianapolis posunul do playoff.
Zde je čekali opět Chiefs a toto utkání vešlo do historie. Obrana Colts v prvním poločase totálně selhala, když Alex Smith přihrál na 4 touchdowny a Chiefs se na začátku třetí čtvrtiny dostali do pohodlného vedení 10:38. Jenže v tu chvíli předvedl své schopnosti Andrew Luck a čtyřmi přihrávkami na touchdown spolu se zlepšeným výkonem obrany dovedl domácí k vítězství 45:44, když rozhodující přihrávku pět minut před koncem zachytil a v touchdown ji proměňuje T. Y. Hilton. Jedná se o druhý největší comeback v playoff v historii NFL. V Divisional Playoff Game čekali Colts Patiots. Až do poslední čtvrtiny byl zápas poměrně vyrovnaný, ale pak zabrala defenzíva Patriots a protože obrana Colts nedokázala v průběhu celého utkání zastavit běhovou hru soupeře, skončil zápas jednoznačně 22:43 v prospěch Patriots.

#### 2014
Třetí sezónu za sebou dosáhli Colts na bilanci 11–5 v základní části a podruhé na divizní titul, nicméně vysoké porážky od Steelers, Patriots a Cowboys tlumily nadšení před play-off. Na vině byl zejména slabý Pash rush, když Robert Mathis nejprve dostal stop na 4 zápasy a následně se zranil do konce sezóny. Tým táhl zejména velmi produktivní pasový útok, který byl nejlepší v lize v počtu naházených yardů na jeden zápas (305,9), Andrew Luck přihrál na nejvíc touchdown ze všech Quarterbacků (40) a Colts se stali prvním týmem od sloučení AFL a NFL v roce 1970, který naházel v devíti a více utkáních za sebou 300 nebo více yardů. V prvním kole play-off Colts zdolali Bengals 26:10 zásluhou zlepšeného výkonu v druhé půli, kterou získali v poměru 13:0. V Divisional Round se jim moc šancí proti prvním nasazeným Broncos nedávalo, jenže Offensive line udržela na uzdě skvělé Linebackery Vona Millera a DeMarcuse Warea. A i když se Andrew Luck dopustil 2 interceptionů, rovněž přihrál na dva touchdowny a rozhodující měrou přispěl k překvapivému vítězství 24:13. Stejně jako v sezóně 2013 i tentokrát Colts ztroskotali na New England Patriots, tentokrát jednoznačně 7:45. Indianapolisu se především v prvním poločase podařilo eliminovat největší hrozbu soupeře, Tight enda Roba Gronkowskiho, jenže druhou půli prohráli 0:28 a zejména Running back LeGarrette Blount se 128 naběhanými yardy a třemi touchdowny nebyl k zastavení.

#### 2015
Průběh sezóny výrazně ovlivnila zranění Andrewa Lucka, který si postupně poranil rameno, natrhl ledvinu a částečně natrhl břišní sval. Jako dobrá náhrada se ukázal zkušený Quarterback Matt Hasselbeck, ale ani on nedokázal dostat Colts do play-off. Klíčové utkání v 15. týdnu vyhráli Houston Texans 10:16 a právě oni se dostali do play-off. Velkým zklamáním byly výkony drahých posil, z nichž se částečně prosadili pouze Trent Cole a Frank Gore. Spor mezi generálním manažerem Ryanem Grigsonem a hlavním trenérem Chuckem Paganem o vymezení kompetencí vyřešil majitel klubu Jim Irsay ve prospěch Pagana. Ještě během sezóny tak v 8. týdnu Colts propustili koordinátora ofenzívy Pepa Hamiltona, na jehož pozici byl dosazen Rob Chudzinski, bývalý hlavní trenér Cleveland Browns. Po skončení ročníku byl rovněž propuštěn koordinátor defenzívy Greg Manusky a jeho místo zaujal Ted Monachino, jehož si pro tuto funkci vybral Pagano.

## Lucas Oil Stadium

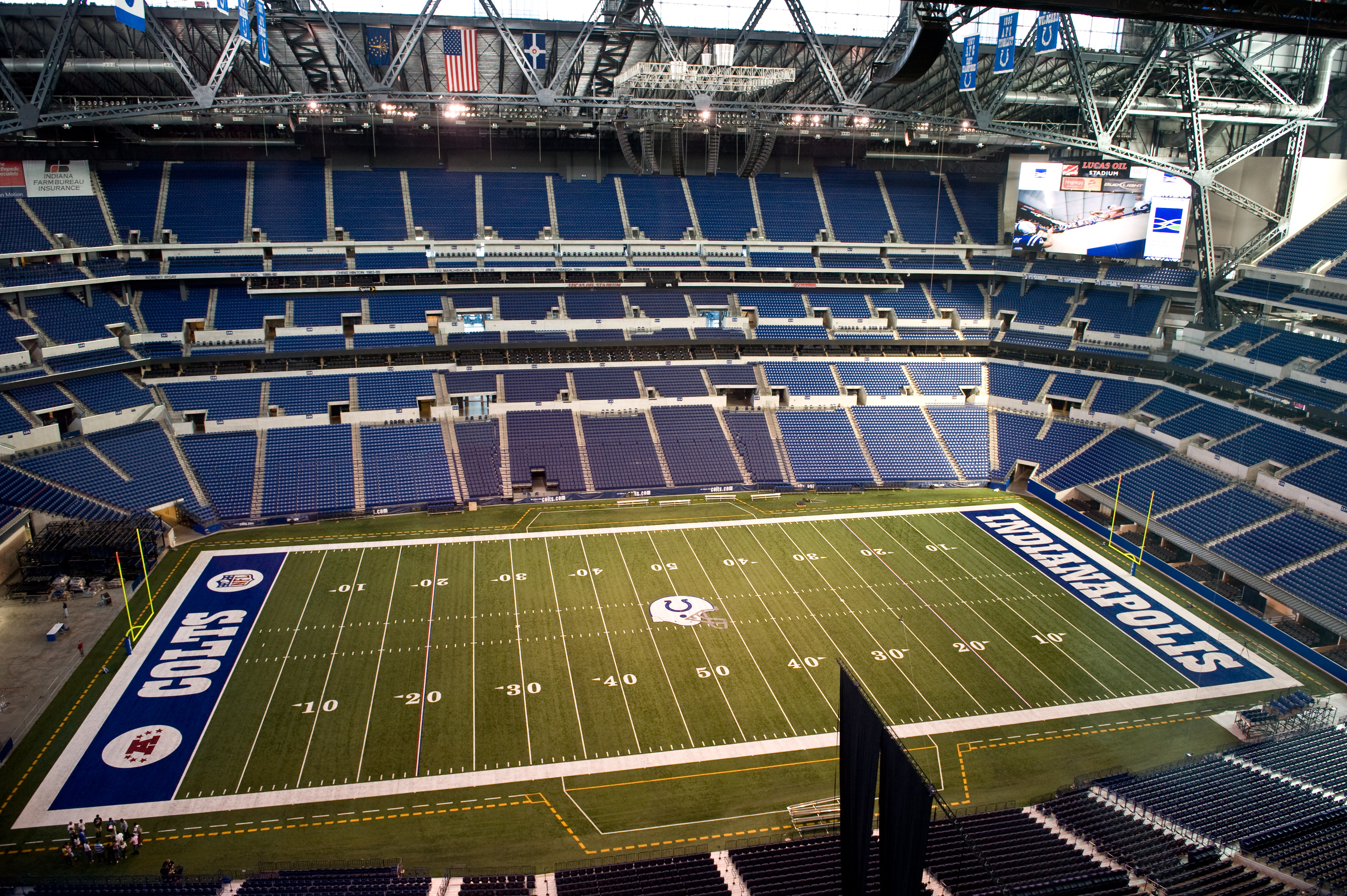
Vnitřek Lucas Oil Stadium

Po čtyřiadvaceti letech hraní v RCA Dome se na podzim 2008 Colts přestěhovali do nového domova. V prosinci 2004 se město Indianapolis a Jim Irsay domluvili na výstavbě nového stadionu v ceně jedné miliardy dolarů (včetně ceny za vylepšení Indianapolis Convention Center). Za částku 122 milionů dolarů je na dalších 20 let aréna pojmenována podle firmy Lucas Oil.

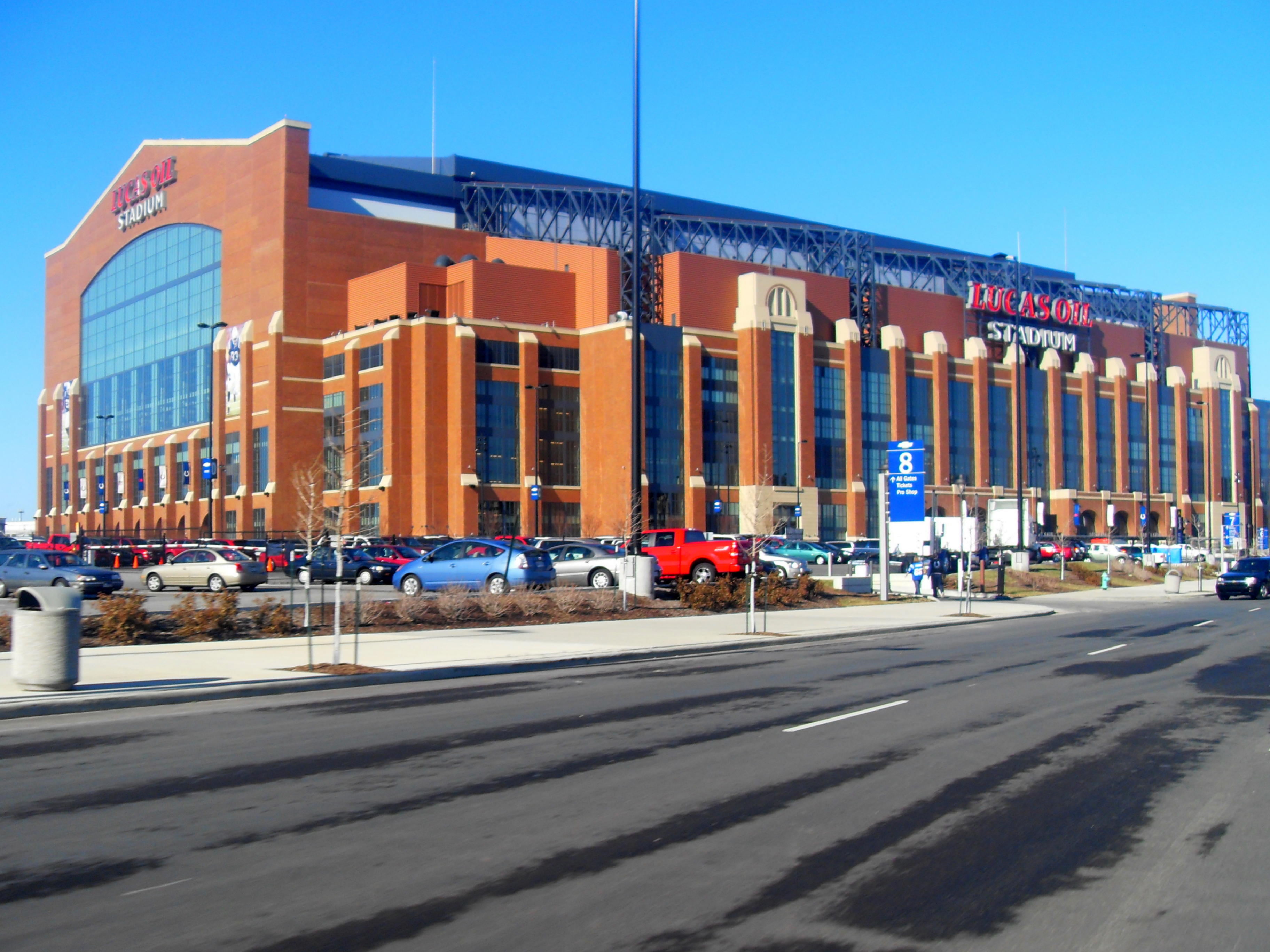
Zevnějšek Lucas Oil Stadium

Objekt zaujímá plochu 167 tisíc metrů čtverečních. Je to sedmipodlažní stadión se 63 000 místy pro fotbal, ale může být přestavěn na 70 000 pro NCAA basketbal nebo hudební koncert. Povrch je tvořen FieldTurfem a nachází se 7,6 metru pod úrovní okolního terénu. Vybavení: 13 eskalátorů, 11 výtahů pro návštěvníky, 800 toalet a dvě obří HD obrazovky o rozměrech 30×16 metrů. Dominantním prvkem stavby je otevíratelná skleněná stěna v průčelí. Kromě amerického fotbalu bude hostit mužský i ženský basketbalový turnaj NCAA nebo třeba mistrovství světa pochodových kapel mezi léty 2009 až 2018.

## Logo a uniformy
Logo a uniformy se nezměnily od debutu v roce 1953. Helma je bílá s modrým pruhem a modrou podkovou na boku. Modré dresy mají na ramenou dva bílé pruhy, bílé dresy modré pruhy. Kalhoty jsou bílé s modrým pruhem po straně.
Mezi roky 1982–1986 nosili Colts šedé kalhoty a bílé dresy. Kalhoty obsahovaly na straně nahoře modrou podkovu s hráčovým číslem uvnitř. Po toto období a ještě v roce 1987 používali také kombinaci bílý dres – bílé kalhoty.
Colts poprvé oblékli kombinaci modré kalhoty s bílým dresem během prvních tří zápasů v roce 1995, ale pak se vrátili k bílým kalhotám. Tým udělal drobné změny v roce 2004, kdy nahradil modré dráty přilby šedými, ztmavil královskou modru na dresech na „speed blue“ a přidal dva horizontální pruhy na ponožky (v roce 2006 opět mizí). V roce 2010 Colts představili upravenou třetí sadu, která se liší pouze jiným umístěním pruhů a modrými helmami namísto bílých.

## Maskoti
Během působení v Baltimoru vznikla Baltimore Colts' Marching Band. Tato oficiální pochodová kapela Colts byla založena 7. září 1947 a od té doby nepřetržitě podporuje americký fotbal v Baltimore, byť již třetí existující tým. Po odchodu Colts do Indianapolisu byla opuštěna a s týmem se nepřesunula. Od té doby nemají Indianapolis Colts žádnou pochodovou kapelu.
Oficiálním maskotem Colts je Blue. Tento antropomorfní modrý kůň obléká bílý dres Colts s modrou podkovou vpředu. Poprvé byl představen 17. září 2006 v domácím utkání proti Houston Texans, které Indianapolis vyhrál 43:24.
Klub také má oficiální roztleskávačky. Družstvo má 26 členek a vzniklo v roce 1954 jako první v NFL. Jejich úbor se skládá z bílých bot, bílé minisukně, krátké bílé vesty a modré podprsenky. Výrazně na sebe upozornily, když si některé členky v roce 2012 na podporu leukémií trpícího trenéra Colts Chucka Pagana oholily hlavy.

## Rivality
Mezi léty 1953–66 hráli Colts v NFL Western Conference, ale neměli žádného rivala, protože většina jejich soupeřů se nacházela daleko na západě v oblasti velkých jezer (Green Bay Packers, Detroit Lions, Chicago Bears apod.). Nejblíže Baltimoru hráli Washington Redskins, ale ti nebyli ve stejné divizi a navíc v té době nebyli dobří.

### New England Patriots
Rivalita mezi Indianapolis Colts a New England Patriots byla poháněna srovnáváními mezi Peytonem Manningem a Tomem Bradym a jejich organizační bravurou. Ze začátku se chopili taktovky Patriots a vyhráli šest utkání v řadě, včetně finále konference 2003 a semifinále 2004. Colts vítězí ve třech dalších utkáních, včetně konferenčního finále 2006 na cestě za Super Bowlem XLI. Ironií osudu je, že oba týmy od roku 1970 do roku 2001 hráli ve stejné konferenci, ale rivalita vypukla až po přesunutí Colts do AFC South.

#### New York Giants
V letech 1958 a 1959 vyhrál Baltimore dvakrát finále NFL a pokaždé v něm porazil New Yorku Giants, ačkoli s ním v průběhu základní části sezóny 1958 prohráli a ve finále se mu mnoho šancí nedávalo. Rivalita postupem času vyprchala, Giants si na začátku šedesátých let špičkovou výkonnost udrželi, Colts nikoliv. Po sloučení AFL a NFL byly oba týmy zařazeny do jiných divizí.

#### Miami Dolphins
Po sloučení AFL a NFL se baltimorští v roce 1970 dostali do AFC k novým týmům: New York Jets, Miami Dolphins, Buffalo Bills a Boston Patriots. Pod vedením quarterbacka Earla Morralla se Colts stali prvními vítězi AFC East o jedno vítězství právě před Miami Dolphins a získali první Super Bowl. O rok později si to oba kluby znovu rozdaly o prvenství, ale tentokrát Dolphins s 10–1–3 předčili Colts s 10–4. Navíc se potkávají ve finále konference a Dolphins vítězí 0:21. V letech 1975 a 1977 zaznamenají oba týmy stejnou bilanci 10–4, ale pokaždé postupují Colts, jednou díky vzájemným zápasům a podruhé lepší konferenční bilancí. V následujících letech rivalita utichá kvůli špatným výsledkům Colts. Posledním významným utkáním byl zápas o divokou kartu v roce 2000, které po prodloužení získávají Dolphins. Dva roky poté byli Colts přesunuti do AFC South a rivalita definitivně končí.

## Hráči

### Členové Síně slávy profesionálního amerického fotbalu
| Členové Síně slávy Baltimore/Indianapolis Colts | Členové Síně slávy Baltimore/Indianapolis Colts | Členové Síně slávy Baltimore/Indianapolis Colts | Členové Síně slávy Baltimore/Indianapolis Colts | Členové Síně slávy Baltimore/Indianapolis Colts | Členové Síně slávy Baltimore/Indianapolis Colts                              | Členové Síně slávy Baltimore/Indianapolis Colts                              | Členové Síně slávy Baltimore/Indianapolis Colts                              | Členové Síně slávy Baltimore/Indianapolis Colts                              | Členové Síně slávy Baltimore/Indianapolis Colts                              |
| Hráči                                           | Hráči                                           | Hráči                                           | Hráči                                           | Hráči                                           | Hráči                                                                        | Hráči                                                                        | Hráči                                                                        | Hráči                                                                        | Hráči                                                                        |
| Číslo                                           | Jméno                                           | Pozice                                          | V klubu v letech                                | Uveden do Síně slávy                            | Číslo                                                                        | Jméno                                                                        | Pozice                                                                       | V klubu v letech                                                             | Uveden do Síně slávy                                                         |
| ----------------------------------------------- | ----------------------------------------------- | ----------------------------------------------- | ----------------------------------------------- | ----------------------------------------------- | ---------------------------------------------------------------------------- | ---------------------------------------------------------------------------- | ---------------------------------------------------------------------------- | ---------------------------------------------------------------------------- | ---------------------------------------------------------------------------- |
| 82                                              | Raymond Berry                                   | Wide receiver                                   | 1955–1967                                       | 1973                                            | 96                                                                           | Richard Dent                                                                 | Defensive end                                                                | 1996                                                                         | 2011                                                                         |
| 29                                              | Eric Dickerson                                  | Running back                                    | 1987–1991                                       | 1999                                            | 70                                                                           | Art Donovan                                                                  | Defensive tackle                                                             | 1953–1961                                                                    | 1968                                                                         |
| 28                                              | Marshall Faulk                                  | Running back                                    | 1994–98                                         | 2011                                            | 88                                                                           | Marvin Harrison                                                              | Wide receiver                                                                | 1996–2008                                                                    | 2016                                                                         |
| 83                                              | Ted Hendricks                                   | Linebacker                                      | 1969–1973                                       | 1990                                            | 88                                                                           | John Mackey                                                                  | Tight end                                                                    | 1963–1971                                                                    | 1992                                                                         |
| 89                                              | Gino Marchetti                                  | Defensive end                                   | 1953–1964 1966                                  | 1972                                            | 24                                                                           | Lenny Moore                                                                  | Halfback                                                                     | 1956–1967                                                                    | 1975                                                                         |
| 77                                              | Jim Parker                                      | Offensive lineman                               | 1957–1967                                       | 1973                                            | 34                                                                           | Joe Perry                                                                    | Fullback                                                                     | 1961–1962                                                                    | 1969                                                                         |
| 19                                              | Johnny Unitas                                   | Quarterback                                     | 1956–1972                                       | 1979                                            |                                                                              |                                                                              |                                                                              |                                                                              |                                                                              |
| Trenéři a funkcionáři                           |                                                 |                                                 |                                                 |                                                 |                                                                              |                                                                              |                                                                              |                                                                              |                                                                              |
| Jméno                                           | Jméno                                           | Pozice                                          | Roky ve funkci                                  | Uveden do Síně slávy                            | poznámky                                                                     | poznámky                                                                     | poznámky                                                                     | poznámky                                                                     | poznámky                                                                     |
| Weeb Ewbank                                     | Weeb Ewbank                                     | Trenér                                          | 1954–1962                                       | 1978                                            |                                                                              |                                                                              |                                                                              |                                                                              |                                                                              |
| Mike McCormack                                  | Mike McCormack                                  | Trenér                                          | 1980–1981                                       | 1984                                            | Zvolen na pozici Offensive tackla                                            | Zvolen na pozici Offensive tackla                                            | Zvolen na pozici Offensive tackla                                            | Zvolen na pozici Offensive tackla                                            | Zvolen na pozici Offensive tackla                                            |
| Don Shula                                       | Don Shula                                       | Trenér                                          | 1963–1969                                       | 1997                                            | Shula působil rovněž jako Defensive back Baltimore Colts v letech 1953–1956. | Shula působil rovněž jako Defensive back Baltimore Colts v letech 1953–1956. | Shula působil rovněž jako Defensive back Baltimore Colts v letech 1953–1956. | Shula působil rovněž jako Defensive back Baltimore Colts v letech 1953–1956. | Shula působil rovněž jako Defensive back Baltimore Colts v letech 1953–1956. |
| Bill Polian                                     | Bill Polian                                     | Prezident/Generální manažer                     | 1998–2011                                       | 2015                                            |                                                                              |                                                                              |                                                                              |                                                                              |                                                                              |
| Tony Dungy                                      | Tony Dungy                                      | Trenér                                          | 2002–2008                                       | 2016                                            |                                                                              |                                                                              |                                                                              |                                                                              |                                                                              |

### Vyřazená čísla
| Číslo | Jméno          | Pozice            | Roky u Colts |
| ----- | -------------- | ----------------- | ------------ |
| 18    | Peyton Manning | Quarterback       | 1998–2011    |
| 19    | Johnny Unitas  | Quarterback       | 1956–72      |
| 22    | Buddy Young    | Running back      | 1953–55      |
| 24    | Lenny Moore    | Halfback          | 1956–67      |
| 70    | Art Donovan    | Defensive tackle  | 1953–61      |
| 77    | Jim Parker     | Offensive lineman | 1957–67      |
| 82    | Raymond Berry  | Wide receiver     | 1955–67      |
| 89    | Gino Marchetti | Defensive end     | 1953–66      |

### Kruh cti
Kruh cti Indianapolis Colts byl založen 23. září 1996 a má třináct členů:
| Číslo | Jméno           | Pozice                      | Roky v klubu         | Rok přijetí |
|       | Robert Irsay    | Majitel                     | 1972–1997            | 1996        |
| 80    | Bill Brooks     | Wide receiver               | 1986–1992            | 1998        |
|       | Ted Marchibroda | Trenér                      | 1975–1979, 1992–1995 | 2000        |
| 75    | Chris Hinton    | Tackle, Guard               | 1983–1989            | 2001        |
| 4     | Jim Harbaugh    | Quarterback                 | 1994–1997            | 2005        |
|       | 12th Man        | Fanoušci                    |                      | 2007        |
|       | Tony Dungy      | Trenér                      | 2002–2008            | 2010        |
| 88    | Marvin Harrison | Wide receiver               | 1996–2008            | 2011        |
| 32    | Edgerrin James  | Running back                | 1999–2005            | 2012        |
| 29    | Eric Dickerson  | Running back                | 1987–1991            | 2013        |
| 28    | Marshall Faulk  | Running back                | 1994–1998            | 2013        |
| 63    | Jeff Saturday   | Center                      | 1999–2011            | 2015        |
|       | Bill Polian     | Prezident/Generální manažer | 1998–2011            | 2017        |
| 18    | Peyton Manning  | Quarterback                 | 1998–2011            | 2017        |
| 87    | Reggie Wayne    | Wide receiver               | 2001–2014            | 2018        |

### Draft
Hráči draftovaní v prvním kole za posledních deset sezón:
| Rok  | Pořadí | Jméno hráče      | Pozice           | Univerzita                 |
| 2010 | 31     | Jerry Hughes     | Defensive end    | Texas Christian University |
| 2011 | 22     | Anthony Castonzo | Offensive tackle | Boston College             |
| 2012 | 1      | Andrew Luck      | Quarterback      | Stanfordova univerzita     |
| 2013 | 24     | Björn Werner     | Defensive end    | Florida State University   |
| 2014 |        | nikdo            |                  |                            |
| 2015 | 29     | Phillip Dorsett  | Wide receiver    | University of Miami        |
| 2016 | 18     | Ryan Kelly       | Center           | University of Alabama      |
| 2017 | 15     | Malik Hooker     | Free safety      | Ohio State University      |
| 2018 | 6      | Quenton Nelson   | Guard            | University of Notre Dame   |
| 2019 |        | nikdo            |                  |                            |

## Statistiky a rekordy
Shrnutí posledních pěti sezón Colts.
| Šampion Super Bowlu (od roku 1970) | Šampion Konference | Šampion Divize | Divoká karta |

| Sezóna | Liga   | Konference | Divize | Základní část | Základní část | Základní část | Základní část | Výsledky v playoff | Ocenění                              |
| Sezóna | Liga   | Konference | Divize | Umístění      | Vítězství     | Porážky       | Remízy        | Výsledky v playoff | Ocenění                              |
| ------ | ------ | ---------- | ------ | ------------- | ------------- | ------------- | ------------- | --- | ------------------------------------ |
| 2014   | NFL    | AFC        | South  | 1             | 11            | 5             | 0             | Vítězství ve Wild Card Playoff nad Bengals 26:10 Vítězství v Divisional Playoff nad Broncos 24:13 Porážka v Conference Championship s Patriots 7:45 |                                      |
| 2015   | NFL    | AFC        | South  | 2             | 8             | 8             | 0             | |                                      |
| 2016   | NFL    | AFC        | South  | 3             | 8             | 8             | 0             | |                                      |
| 2017   | NFL    | AFC        | South  | 3             | 4             | 12            | 0             | |                                      |
| 2018   | NFL    | AFC        | South  | 2             | 10            | 6             | 0             | Vítězství ve Wild Card Playoff nad Texans 31:7 Porážka v Divisional Playoff s Chiefs 13:31                                                          |                                      |
| Celkem | Celkem | Celkem     | Celkem | Celkem        | 516           | 459           | 7             | (1953–2018, pouze základní část) | (1953–2018, pouze základní část)     |
| Celkem | Celkem | Celkem     | Celkem | Celkem        | 23            | 24            |               | (1953–2018, pouze playoff) | (1953–2018, pouze playoff)           |
| Celkem | Celkem | Celkem     | Celkem | Celkem        | 539           | 483           | 7             | (1953–2018, základní část i playoff) | (1953–2018, základní část i playoff) |

### Rekordy
| Vlastnost             | Jméno           | Rekord                   | Roky v Colts |
| --------------------- | --------------- | ------------------------ | ------------ |
| Přihrávky             | Peyton Manning  | 54 828 naházených yardů  | 1998–2011    |
| Běhy                  | Edgerrin James  | 9 226 naběhaných yardů   | 1999–2005    |
| Zachycené přihrávky   | Marvin Harrison | 14 580 zachycených yardů | 1996–2008    |
| Vítězství jako trenér | Tony Dungy      | 85 vítězství             | 2002–2008    |